# Raimundo Leal
Raimundo Rocha Leal, mais conhecido como Raimundo Leal, (Uruçuí, 20 de janeiro de 1925) é um político brasileiro, outrora deputado estadual pelo Maranhão. 

## Dados biográficos
Filho de Manoel Mendes Leal e Maria Rocha Leal. Eleito deputado estadual via ARENA em 1978, rumou para PDS quando restauraram o pluripartidarismo em 1980 e renovou o mandato em 1982. Delegado da Assembleia Legislativa do Maranhão, votou em Tancredo Neves no Colégio Eleitoral em 1985. Nesse mesmo ano filiou-se ao PFL e foi escolhido presidente da respectiva casa legislativa, sendo reeleito deputado estadual em 1986, renovando o mandato sob a legenda do PDC em 1990.
Sua família possui atuação política no Piauí, estado onde seu irmão gêmeo, Sebastião Leal, exerceu oito mandatos de deputado estadual, foi presidente da Assembleia Legislativa e eleito vice-governador em 1970, e seu sobrinho, Leal Júnior, elegeu-se deputado estadual três vezes.